# Euscelidia bishariensis
Euscelidia bishariensis là một loài ruồi trong họ Asilidae. Euscelidia bishariensis được Efflatoun miêu tả năm 1937. Loài này phân bố ở vùng nhiệt đới châu Phi và Cổ Bắc Giớil.